# The One and Only
The One and Only (bra: Um Grande Gozador) é um filme estadunidense de 1978, do gênero comédia, dirigido por Carl Reiner para a Paramount Pictures.

## Sinopse
Na década de 1950, o recém-graduado Andy Schmidt (Henry Winkler) tenta se tornar estrela da Broadway, mas mas só consegue emprego na luta profissional, onde é apelidado de "O Amante".